# Olga Munteanu
Olga Munteanu (ur. 18 października 1927) – rumuńska gimnastyczka, uczestniczka Igrzysk Olimpijskich w 1952 w Helsinkach. Na igrzyskach olimpijskich zajęła 68. miejsce w wieloboju gimnastycznym.